# Écosystème
Cet article concerne la notion d'écosystème en écologie. Pour les autres significations, voir Écosystème (homonymie).

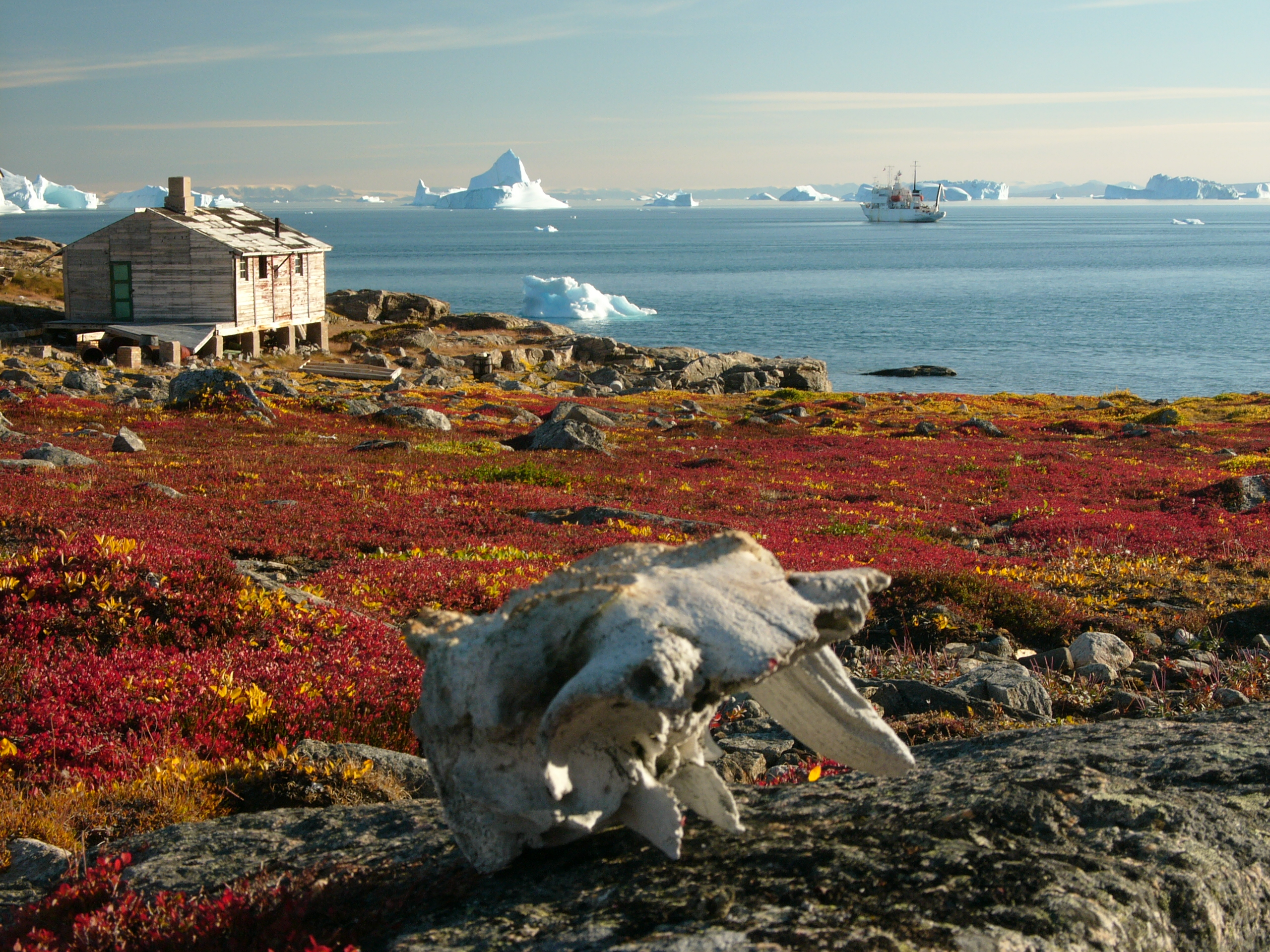
Tapis de Salix glauca sur le Scoresby Sund (Groenland) avec un crâne de bœuf musqué au premier plan, deux espèces caractéristiques de la toundra.

En écologie, un écosystème est un ensemble formé par une communauté d'êtres vivants en interaction (biocénose) avec leur environnement (biotope). Les composants de l'écosystème développent un dense réseau de dépendances, d'échanges d'énergie, d'information et de matière permettant le maintien et le développement de la vie. Un écosystème transformé par l'Homme dans le but de nourrir, c'est-à-dire dans un contexte agricole s'appelle un agroécosystème.
Le terme fut forgé au XXe siècle pour désigner l'unité de base de la nature, dans laquelle les êtres vivants interagissent entre eux et avec leur habitat. La notion d'écosystème regroupe toutes les échelles : de la Terre au simple caillou en passant par la flaque d'eau, la prairie, la forêt, et les organismes vivants eux-mêmes. Chacun constitue un écosystème à part entière.
Dans chaque écosystème se trouve un ou plusieurs réseaux trophiques (ou « chaînes alimentaires »). Les zones de transition entre deux écosystèmes sont nommées écotones.
Des concepts modélisateurs utilisent l'approche écosystémique pour mettre l'accent sur les processus d'un composant de l'écosystème (géosystème pour le sol, hydrosystème pour l'eau libre, sylvosystème pour les forêts, agroécosystème pour les activités agricoles).

## Historique
Le terme « écosystème » naît en 1935 sous la plume du botaniste anglais Arthur George Tansley : il s'agissait d'attirer l'attention des chercheurs sur l'importance des échanges de matière entre les organismes et leur milieu. Il définit un écosystème comme étant un « complexe d'organismes et de facteurs physiques. » Il ajoute que « les systèmes ainsi formés sont […] les unités de base de la nature et […] offrent la plus grande diversité de type et de taille ». Pour désigner l'étendue géographique d'un écosystème, il inventa le terme d'« écotope ».
George Evelyn Hutchinson, un limnologiste contemporain de Tansley, rapprocha les idées de Charles Sutherland Elton sur la chaîne trophique, de celles du chimiste et biogéochimiste russe Vladimir Vernadsky, et conclut que la disponibilité de nutriments limite la production algale d'un lac et, par suite, la population des animaux qui se nourrissent d'algues. Raymond Lindeman prolongea ce raisonnement en avançant que le flux d'énergie échangé avec un lac est le principal moteur de la dynamique d'un écosystème. Deux étudiants d'Hutchinson, les frères Howard T. Odum et Eugene Odum, vont préciser quantitativement ces idées sur les échanges d'énergie et formuler une approche systémique de l'écologie.
Il est important de noter qu'à la même époque où Arthur George Tansley développait la notion d'écosystème, Vladimir Soukatchev (1880-1967) – qui comme Alekseï Severtsov (1866–1936) et Ivan Schmalhausen (1884-1963) fut un membre éminent de l'Académie des sciences de Russie (puis d'Union soviétique) proche de Vladimir Vernadski – développait dans son pays le concept de biogéocénose. Ce concept est très proche de l'écosystème anglo-saxon, mais avec un caractère pédologique beaucoup plus prononcé, hérité de l'immense influence qu'eut en Russie (et en Ukraine), dans le milieu des naturalistes et des biologistes évolutionnaires, Vassili Dokoutchaïev le père de la science des sols (la pédologie), dont tant Severtsov que Vernadsky furent de grands disciples. Georgy S. Levit a pu ainsi montrer que la biogéocénose, par les relations qu'elle établit entre les organismes vivants, l'atmosphère, le sol organique et la roche mère minérale, peut être considérée comme une biosphère en miniature, et pour le moins comme l'unité structurale élémentaire de la biosphère, au point qu'il pourra définir cette dernière comme « la somme de toutes les biogéocénoses ».

## Définitions
Le rapport de l'ONU sur l’Évaluation des écosystèmes pour le millénaire définit un écosystème comme un « complexe dynamique composé de plantes, d’animaux, de micro-organismes et de la nature morte environnante agissant en interaction en tant qu’unité fonctionnelle ».
Le Centre national de la recherche scientifique définit un écosystème comme l'« ensemble vivant formé par un groupement de différentes espèces en interrelations (nutrition, reproduction, prédation…), entre elles et avec leur environnement (minéral, air, eau), sur une échelle spatiale donnée ».

## Composantes de l'écosystème

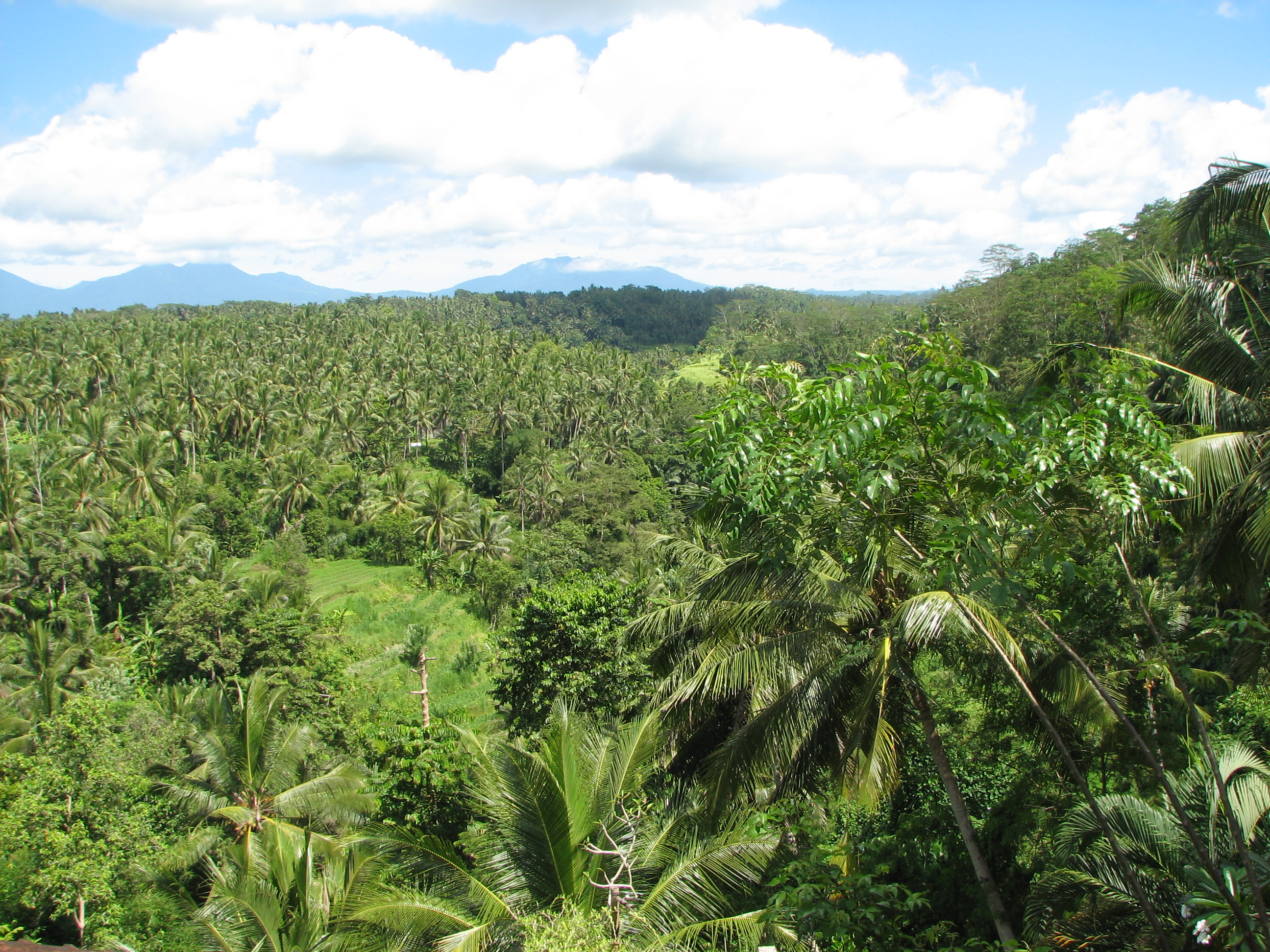
La forêt tropicale de l'île de Bali.

Les écosystèmes contiennent des combinaisons d'espèces plus ou moins complexes que l'on peut organiser de manière simplifiée en producteurs primaires (les plantes), consommateurs (les animaux) et bioréducteurs (micro-organismes). Ces différents groupes assurent tous ensemble les cycles de la matière, alimentés par l'énergie du soleil au sein d'un environnement d'éléments physiques, géologiques, édaphiques, hydrologiques, climatiques, etc. Dans un écosystème équilibré, à chaque niveau, en interactions avec les autres niveaux, la quantité de biomasse est stable.
Le sol est une composante majeure de l'écosystème ayant un rôle particulier : il est à la fois milieu naturel et support de la plus grande diversité des habitats. Il agit comme un accumulateur, un transformateur et un milieu de transfert pour les cycles biogéochimiques : l'eau, le carbone, les sels minéraux, les métaux…
La richesse spécifique des écosystèmes est extrêmement variable en fonction des latitudes, des sols et des climats. Ainsi, les scientifiques s'accordent à dire que plus de 50 % des espèces végétales et animales du globe sont concentrées dans les forêts tropicales. Ces dernières auraient subi de moindres variations climatiques au cours des temps, ce qui aurait permis aux espèces de poursuivre leur évolution sur une longue période, jusqu'à aujourd'hui.
L'espèce humaine fait partie intégrante des écosystèmes dans lesquels elle évolue. C'est sur cette base que l'anthropologue française Béatrice Galinon-Mélénec a conçu le paradigme de « L'Homme-trace » selon lequel les « conséquences-traces » des interactions multi-échelles humain-milieu provoquent une évolution de l'un comme de l'autre.
L'Association française de normalisation précise que, du point de vue humain, un écosystème est constitué « des êtres humains et de leur environnement physique, des plantes et des animaux » et que cet écosystème est dit durable si « ses composantes et leurs fonctions sont préservées pour les générations présentes et futures ».
La délimitation d'un écosystème est arbitraire : il n'y a pas de limites objectives, de frontières physiques. Il existe donc une quantité infinie d'écosystèmes. À l'échelle terrestre, il est possible de caractériser les différents types de milieux existants et d'établir une typologie, nécessairement incomplète et imprécise. Ces zones de vie, aussi appelées biomes ou écorégions, ont été classifiées par différents organismes dont le Fonds mondial pour la nature, qui en recense 14 pour le milieu terrestre. En Europe, la base de données de l'Union Européenne Corine biotopes sert de référentiel de classification des habitats.

### Services écologiques
Les écosystèmes sont sources de très nombreux « bienfaits » pour l'espèce humaine, gratuits tant que les écosystèmes sont préservés. Depuis la Conférence des Nations unies sur l’environnement et le développement de 1992, qui s’est tenue à Rio de Janeiro au Brésil, et avec l'Évaluation des écosystèmes pour le millénaire, ces services écologiques commencent à être quantifiés, et certains tentent d'évaluer leur valeur économique. On les classe généralement en :
- services d'approvisionnement : nourriture, eau, bois, fibres, matières et molécules organiques, molécule d'intérêt pharmaceutique, ressources génétiques auto-entretenues, etc. ;
- services de régulation : régulation macro- et micro-climatiques, régulation des inondations et des maladies, résilience des écosystèmes face aux catastrophes, etc. ;
- services culturels : bénéfices non matériels, enrichissement spirituel, plaisirs récréatifs et culturels, expérience et valeurs esthétiques, intérêt pédagogique offert par la nature utile aux relations sociales et à la formation humaine. Ce sont les aménités environnementales ;
- services de soutien : ils sont la condition du maintien des conditions favorables à la vie sur Terre, avec notamment les cycles bio-géo-écologiques des éléments (nutritifs ou non). Ce sont les systèmes bouclés de rétroactions qui sont nécessaires à la production de tous les autres services fournis par les écosystèmes. Ils contribuent notamment à l'entretien des équilibres écologiques locaux et globaux, la stabilité de la production d'oxygène atmosphérique et du climat global, la formation et la stabilité des sols, le cycle entretenu des éléments et l'offre d'habitat pour toutes les espèces ;
- on leur ajoute parfois les « services ontogéniques », qui représentent l'apport au corps humain et à l'esprit qui se sont développés depuis trois millions d'années au contact direct de la nature et de ses stimuli. Cette interaction reste aujourd'hui nécessaire à l'épanouissement humain et à sa santé (immunitaire notamment)[réf. nécessaire].

Tous ces services dépendent de la biodiversité, élément clé du caractère auto-catalytique, évolutif et auto-adaptatif des écosystèmes.

### Système dynamique

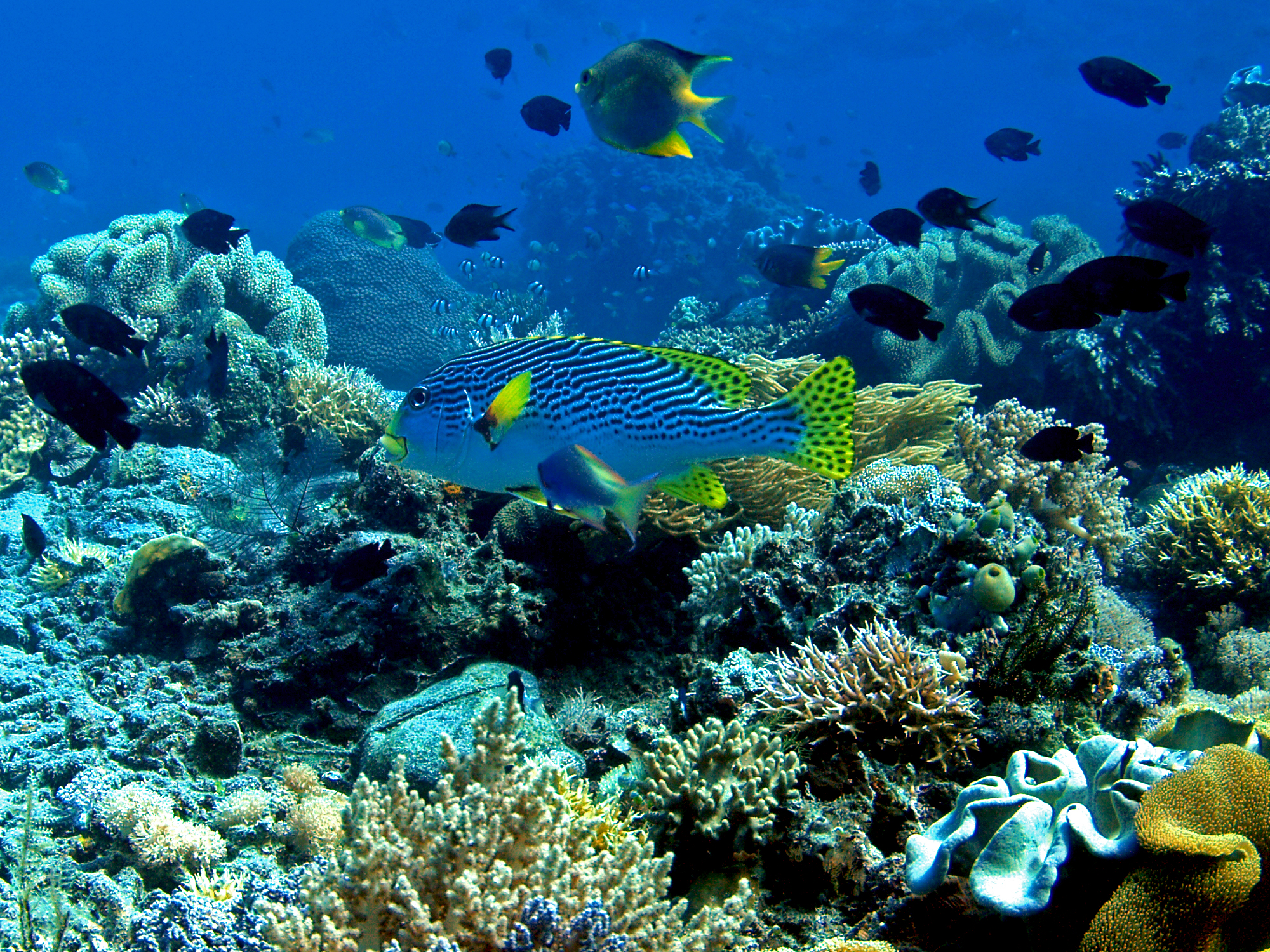
Plectorhinchus lineatus sur le récif corallien du Timor oriental.

L'écosystème est un système naturel dynamique. Avec leurs interactions mutuelles et avec leur biotope, les espèces transforment l’écosystème qui évolue ainsi avec le temps : il s'agit d'un ensemble dynamique issu d'une coévolution entre les espèces et leur habitat. S'il tend à évoluer vers un état théorique stable, dit climacique, des événements et des pressions extérieures l'en détournent sans cesse. La biocénose met alors en œuvre ses capacités d'évolution et d'adaptation face au contexte écologique et abiotique en perpétuel changement. Cette capacité à supporter des impacts sans que cela ne modifie la structure de l'écosystème ou à revenir à l'état antérieur à la suite d'une perturbation est appelée résilience écologique.
Un écosystème vivant n'est jamais tout à fait stable : il suit une trajectoire vers un climax théorique, mais reste dans un état hors d'équilibre, sans cesse en mouvement, grâce à de complexes boucles de rétroactions. On parle de régression écologique lorsque le système évolue d'un état initial vers un état moins stable. Un écosystème est sain quand l'ensemble des organismes vivants et des milieux inertes forment un système capable de résilience.

## Écosystèmes menacés
En 2012, l'Union internationale pour la conservation de la nature (UICN) a annoncé vouloir créer, avant 2025, une liste rouge des écosystèmes vulnérables, menacés ou en danger critique dans le monde. C'est une initiative testée et portée par un biologiste vénézuélien, Jon Paul Rodríguez, qui a travaillé sur l'importance des données locales et les critères régionaux des listes rouges, puis réalisé un tel classement pour les écosystèmes terrestres du Venezuela, et publié en 2011 une liste argumentée de critères d'évaluation environnementale de la santé des écosystèmes et de hiérarchisation des menaces pour les écosystèmes.
À la suite notamment de cette initiative de nombreux travaux ont porté sur l'évaluation du statut de conservation des écosystèmes, et au-delà parfois sur les risques de collapsus écologique.
Il existe en Europe un projet de Liste rouge européenne des habitats, et en France un travail sur une Liste rouge des écosystèmes développé avec le service du patrimoine naturel du Muséum national d'histoire naturelle, lequel a produit à cette occasion une synthèse des démarches existantes de « Listes rouges écosystémiques » en Europe.

## Mémoire écologique des écosystèmes
La mémoire écologique des écosystèmes correspond à l’influence de perturbations passées sur le fonctionnement actuel et futur des écosystèmes. Ces perturbations, biotiques ou abiotiques, ont ainsi un impact sur les dynamiques et les réponses des écosystèmes. Dans ces derniers, des mécanismes adaptatifs se développent et affectent les réponses aux perturbations futures, en modifiant des paramètres clés comme la résistance et la résilience. Pour que cette mémoire existe, il faut que cette adaptation se maintienne lors des périodes de non-perturbation des écosystèmes,.
Dans la littérature scientifique certains auteurs font même l’analogie entre le système immunitaire humain et la mémoire écologique des écosystèmes.
En 1992, Padisak introduit le terme de mémoire écologique qu'il définit comme « la capacité des états ou expériences passés à influencer les réponses présentes ou futures de la communauté. » À cette époque elle est d’abord étudiée dans un contexte de succession dans des écosystèmes d’eau douce, puis elle s’est plus généralement étendue aux écosystèmes aquatiques. Ensuite, de nombreux modèles prédictifs ont été élaborés afin d’étudier de quelle manière la mémoire écologique pouvait façonner la dynamique d’un paysage ; cependant, le caractère ambigu de cette définition a amené à différentes interprétations et utilisations de la mémoire écologique selon les auteurs.
Les forêts représentent des écosystèmes particulièrement pertinents pour l’étude de la mémoire écologique. En effet, elles sont régulièrement soumises à de fortes perturbations (feux de forêts, pressions anthropiques, tempête, etc.) et les individus présentent une longue phase de croissance ainsi qu'une longévité allant jusqu'à plusieurs siècles,. Néanmoins, la mémoire écologique est restée relativement peu prise en compte dans les travaux de recherche en écologie et de conservation. La connaissance des mécanismes impliqués reste aussi très partielles selon les types d'écosystèmes. Enfin, la création d’indicateurs et l’évaluation de la mémoire écologique des écosystèmes représentent un autre défi pour les chercheurs.

### Fonctionnement
La mémoire écologique s’applique à différentes échelles (métacommunauté, population, etc.) et concerne tous types d’organismes (animaux, végétaux, champignons, micro-organismes, etc.),,,. D’un point de vue spatial, elle s’applique à un écosystème dit 'local' mais peut également comprendre les écosystèmes qui l'entourent. C’est donc cette mémoire écologique qui va façonner les paysages.
La mémoire écologique des écosystèmes appliquée aux communautés peut augmenter leur tolérance aux stress récurrents qu’elles peuvent rencontrer. Cette adaptation évolutive implique de la sélection qui induit le remplacement des espèces sensibles à ces stress par des espèces plus tolérantes. Si elle est maintenue, cela amène in fine à une communauté plus résistante structurellement parlant. L’avantage ainsi procuré par la mémoire peut être mesuré en termes de fonctionnalité (comme la productivité par exemple). Dans ce cas, plus la mémoire écologique est grande, plus la communauté est résistante et résiliente.

#### Transmission de la mémoire écologique
La mémoire est maintenue dans les écosystèmes par deux types d'héritages : informationnels et matériels. Ils peuvent s’observer à l’échelle intraspécifique, de la communauté et du paysage.
- L’héritage informationnel correspond à la présence, à la fréquence et à la distribution des traits des espèces, dans les communautés ou les populations. Ce sont ces traits qui contiennent des informations sur les stratégies efficaces face aux perturbations passées. Cela correspond par exemple au comportement, à la physiologie, à la morphologie, ou encore aux traits d’histoire de vie, mais aussi à la diversité génétique des métapopulations, l’expression des gènes et à la structure des réseaux écologiques[23]. L’héritage informationnel correspond aux adaptations à un régime de perturbation et apparaît donc à de grandes échelles spatiales et temporelles[21].
- L'héritage matériel correspond aux individus ou à la matière qui vont être encore présents dans un écosystème après la perturbation. Cela correspond par exemple aux propriétés d’un sol (texture, nutriments, etc.) ou aux survivants d’espèces (comme des graines ou des spores) et à leur distribution[23]. L'héritage matériel a lieu à de petites échelles spatiales et temporelles en réponse à un événement perturbateur précis[21].

De par sa définition, lorsque l’on étudie un écosystème il est important de préciser l’échelle de temps et d’espace que l’on utilise (les interactions entre organismes étant définies dans le temps et dans l’espace). Ainsi, la mémoire écologique peut affecter les écosystèmes à des échelles de temps et d’espace très variées : de quelques générations aux échelles de temps macro-évolutif, et de la localité à l’écorégion.
Ces héritages (informationnels ou matériels) de la mémoire écologique peuvent être d’origine biotique ou abiotique. Deux composantes principales de la mémoire sont aussi définies : la mémoire exogène (1) et endogène (2) :
- (1) exogène: représente les effets de facteurs externes passés (biotiques ou abiotiques) qui vont affecter la dynamique du système (une sécheresse, une épidémie par exemple) ;
- (2) endogène : représente l’influence de variations des paramètres même du système; les dynamiques passées d’un écosystème dépendent ainsi des dynamiques précédentes de celui-ci (par exemple une densité de population dépendra de la densité passée de cette même population)[26].

#### Paramètres de la mémoire écologique
On peut décomposer la mémoire écologique en différents paramètres, comme : sa longueur, son pattern temporel, sa force et sa latence :
- la longueur quantifie la période de temps durant laquelle la mémoire liée à ces perturbations va affecter l'écosystème ;
- le pattern temporel correspond au motif de variation des conditions passées dans le temps ;
- la force mesure le degré d’influence des perturbations passées sur les dynamiques et réponses de l'écosystème[26]. Une forte perturbation peut affecter un écosystème au point de le faire changer d’état de stabilité. Par exemple, elle peut faire transitionner d’une forêt de conifères en une forêt de caduques de manière durable. On a alors une mémoire à travers le nouvel état stable, les nouvelles dynamiques du système étant des conséquences de la perturbation passée[21],[27] ;
- la latence désigne le temps qui s’écoule avant que la mémoire créée commence à avoir un effet sur le système.

Ces différents paramètres sont notamment importants lorsque l’on veut modéliser les effets de la mémoire écologique.

#### Durée de vie de la mémoire
La mémoire écologique d’un écosystème n’est pas infinie, celle-ci tend à s’estomper avec le temps. Par exemple, si l'événement stressant ne se reproduit pas pendant une longue période de temps, des individus ou espèces moins tolérants, mais plus compétitifs, peuvent peu à peu remplacer les individus et espèces tolérants. En effet, si les traits liés à la tolérance sont impliqués dans des trade-offs, la mémoire écologique peut induire une valeur sélective relativement plus faible dans des conditions non stressantes.

### Application en conservation
De nos jours, dans un contexte de changement climatique et de forte pression anthropique, on remarque une augmentation de la fréquence des événements extrêmes (sécheresse, ouragan, incendie, etc.). Ainsi, comprendre comment les écosystèmes affectés répondent à ces perturbations par le biais de la mémoire écologique peut être un atout majeur pour préserver les services écosystémiques dans le cadre de politiques de conservation.
L’augmentation du nombre de ces périodes de stress peut notamment perturber la mémoire écologique des écosystèmes, c’est ce qu’on observe à travers la notion de dette de résilience. En effet, lorsqu'un écosystème portant les héritages d’une perturbation passée est confronté à une perturbation pour laquelle la mémoire n’est pas adaptée, on observe une perte de résilience. C’est seulement après l’apparition de cet événement différent, une fois le système re-perturbé, que la dette est mise en évidence.
Les perturbations impliquant une dette de résilience peuvent déclencher une transition vers un nouvel état stable. Les boucles de rétroactions présentes dans l'écosystème peuvent alors freiner cette transition ou stabiliser le nouvel état.
Dans un contexte de conservation, il est donc pertinent de connaître les héritages mémoriels portés par un écosystème afin de savoir quelles perturbations seront susceptibles de déclencher cette dette, et lesquelles seront susceptibles d'être compensées par une forte résistance ou résilience du système.
Le concept de mémoire écologique est également étudié pour mieux comprendre le fonctionnement des écosystèmes lors de la réintroduction d'espèces, de programmes de gestion ou de restauration. En effet, connaître les facteurs clés qui entrent en jeu dans la mise en place d’une mémoire écologique, et donc dans la dynamique des écosystèmes, pourrait permettre d’anticiper la réponse du système à la suite de l’introduction d’une nouvelle espèce.
L’introduction d’espèces invasives peut amener à une modification des interactions biotiques et à l’établissement de nouvelles communautés perturbant l'écosystème. Dans ce cas, la mémoire écologique peut intervenir pour limiter la colonisation d’une espèce invasive. Ainsi selon Valentin Schaefer les projets de restauration écologique en zones urbaines pour lutter contre les espèces invasives rencontrent un meilleur succès lorsqu’ils prennent en compte la mémoire des écosystèmes.
Beaucoup de travaux visent à quantifier la mémoire écologique. Cela peut notamment avoir un intérêt dans le cadre de la restauration d’écosystèmes. En effet, cela pourrait permettre de déterminer un seuil utile pour caractériser l’effort de restauration.
- Au-dessus : La perturbation est trop puissante et entraîne une détérioration de l’écosystème contre laquelle la mémoire ne peut lutter.
- En dessous :
  - la perturbation fait partie du cycle de l’écosystème (exemple des paysages entretenus par les feux de forêts, les éruptions volcaniques…) et où la mémoire écologique fonctionne parfaitement ;
  - la perturbation est puissante et modifie la mémoire des écosystèmes, mais un effort de restauration pourrait entraîner un retour au système d’origine[19].

Ainsi, un écosystème possédant une mémoire écologique importante sera plus facile à restaurer.
Enfin, la mémoire écologique peut également être étudiée dans le cadre de l’auto-organisation, de la relation entre géomorphologie et écologie, lors du cycle de renouvellement dans les successions, de la dynamique des paysages ou de la gestion des écosystèmes urbains.

## Comptabilité des écosystèmes et des services écosystémiques
La Commission statistique des Nations unies a adopté en mars 2021 un nouveau cadre statistique pour la comptabilité des écosystèmes –  System of Environmental-Economic Accounting– Ecosystem Accounting (SEEA EA) – qui vise à quantifier la contribution des écosystèmes à notre société, considérant leur état (santé) et les services qu'ils nous rendent. Au niveau européen, un projet de règlement créant les premiers comptes d’écosystèmes et de services écosystémiques a été proposé par la Commission européenne en juillet 2022, et est actuellement en discussion (2023). L’Évaluation française des écosystèmes et des services écosystémiques (EFESE) contribue au suivi de ces travaux pour partager l’expertise et les connaissances développées dans le cadre du programme.

## Extension de la notion
On trouve de plus en plus d'usages métaphoriques de l'écosystème pour désigner un ensemble d'entités qui interagissent dans un environnement.
En économie, un écosystème est constitué d'un regroupement d'entreprises d'une filière ou d'un territoire et de leurs parties prenantes (clients, employés, fournisseurs, sous-traitants, pouvoirs publics, dispositifs d'accompagnement…), qui ont en commun un projet de développement dans le temps, encadré par des engagements pris les uns envers les autres. Dans un écosystème d'entreprises, chacun contribue à la création de valeur qui profite à toutes les entreprises, à la différence d'un pole de compétitivité.
En sociologie et en écosophie le terme d'écosystème social et politique est de plus en plus utilisé pour définir les rapports entre des individus au sein des communautés. Ainsi que pour préciser les rapports des communautés entre elles.
L'idée de l'existence d'un écosystème mental ou psychologique fait partie intégrante du concept d'écologie mentale.
Avec l'expansion des réseaux numériques, on parle aussi de l'écosystème du web ou écosystèmes virtuels. Ils sont analogues aux écosystèmes informationnels.